# The Dream of Dan McGuire
The Dream of Dan McGuire (o The Dream of Dan McQuire) è un cortometraggio muto del 1913 scritto e diretto da Fred Huntley.

## Produzione
Il film fu prodotto dalla Selig Polyscope Company.

## Distribuzione
Distribuito dalla General Film Company, il film - un cortometraggio in una bobina - uscì nelle sale cinematografiche statunitensi l'8 ottobre 1913.